# Bourg-de-Visa
Bourg-de-Visa là một xã của tỉnh Tarn-et-Garonne, thuộc vùng Occitanie, miền nam nước Pháp.